# Liste der spanischen Davis-Cup-Spieler
Die Liste der spanischen Davis-Cup-Spieler beinhaltet alle Tennisspieler, die seit der ersten Teilnahme am Davis Cup im Jahr 1921 für die spanische Davis-Cup-Mannschaft gespielt haben.
Die Spieler werden alphabetisch nach Familiennamen eingeordnet. Aktueller Stand der Liste: Davis Cup 2011.
| - Juan Aguilera (1983–1985) Gesamtbilanz: 7:6 Einzelbilanz: 6:4 Doppelbilanz: 1:2 - Nicolás Almagro (seit 2008) Gesamtbilanz: 3:2 Einzelbilanz: 3:2 Doppelbilanz: 0:0 - José María Alonso (1924–1925) Gesamtbilanz: 2:2 Einzelbilanz: 0:1 Doppelbilanz: 2:1 - Manuel Alonso (1921–1936) Gesamtbilanz: 14:11 Einzelbilanz: 11:7 Doppelbilanz: 3:4 - Julián Alonso (1998–1999) Gesamtbilanz: 3:2 Einzelbilanz: 2:0 Doppelbilanz: 1:2 - Alberto Arilla (1958–1963) Gesamtbilanz: 4:4 Einzelbilanz: 0:2 Doppelbilanz: 4:2 - José Luis Arilla (1959–1969) Gesamtbilanz: 21:19 Einzelbilanz: 4:6 Doppelbilanz: 17:13 - Jordi Arrese (1989–1992) Gesamtbilanz: 2:1 Einzelbilanz: 2:1 Doppelbilanz: 0:0 - Juan Avendaño (1983) Gesamtbilanz: 1:0 Einzelbilanz: 1:0 Doppelbilanz: 0:0 - Juan Balcells (1999–2002) Gesamtbilanz: 8:4 Einzelbilanz: 2:1 Doppelbilanz: 6:3 - Jaime Bartrolí (1946–1954) Gesamtbilanz: 1:4 Einzelbilanz: 1:0 Doppelbilanz: 0:4 - Alberto Berasategui (1993–1995) Gesamtbilanz: 2:2 Einzelbilanz: 2:2 Doppelbilanz: 0:0 - Juan Manuel Blanc (1936) Gesamtbilanz: 0:1 Einzelbilanz: 0:0 Doppelbilanz: 0:1 - Sergi Bruguera (1990–1995) Gesamtbilanz: 12:11 Einzelbilanz: 11:9 Doppelbilanz: 1:2 - Jordi Burillo (1994) Gesamtbilanz: 1:1 Einzelbilanz: 1:1 Doppelbilanz: 0:0 - Tomás Carbonell (1991–1996) Gesamtbilanz: 4:2 Einzelbilanz: 1:1 Doppelbilanz: 3:1 - Luis Carles (1946–1947) Gesamtbilanz: 2:3 Einzelbilanz: 2:1 Doppelbilanz: 0:2 - Sergio Casal (1981–1995) Gesamtbilanz: 31:17 Einzelbilanz: 12:8 Doppelbilanz: 19:9 - Pedro Castella (1946–1948) Gesamtbilanz: 0:3 Einzelbilanz: 0:3 Doppelbilanz: 0:0 - Francisco Clavet (1999–2000) Gesamtbilanz: 3:0 Einzelbilanz: 3:0 Doppelbilanz: 0:0 - Àlex Corretja (1996–2003) Gesamtbilanz: 20:11 Einzelbilanz: 12:3 Doppelbilanz: 8:8 - Albert Costa (1996–2005) Gesamtbilanz: 11:8 Einzelbilanz: 9:5 Doppelbilanz: 2:3 | - Carlos Costa (1992–1997) Gesamtbilanz: 6:5 Einzelbilanz: 5:4 Doppelbilanz: 1:1 - Juan Manuel Couder (1956–1965) Gesamtbilanz: 17:15 Einzelbilanz: 15:11 Doppelbilanz: 2:4 - Manuel de Gomar (1921–1923) Gesamtbilanz: 10:8 Einzelbilanz: 7:5 Doppelbilanz: 3:3 - José María Draper (1953–1956) Gesamtbilanz: 4:4 Einzelbilanz: 2:3 Doppelbilanz: 2:1 - Alberto Durall (1933) Gesamtbilanz: 1:2 Einzelbilanz: 0:1 Doppelbilanz: 1:1 - Carlos Ferrer (1953–1954) Gesamtbilanz: 4:5 Einzelbilanz: 3:4 Doppelbilanz: 1:1 - David Ferrer (seit 2006) Gesamtbilanz: 17:4 Einzelbilanz: 17:4 Doppelbilanz: 0:0 - Juan Carlos Ferrero (seit 2000) Gesamtbilanz: 17:7 Einzelbilanz: 17:6 Doppelbilanz: 0:1 - Eduardo Flaquer (1922–1928) Gesamtbilanz: 14:15 Einzelbilanz: 9:10 Doppelbilanz: 5:5 - José García-Requena (1981) Gesamtbilanz: 2:0 Einzelbilanz: 2:0 Doppelbilanz: 0:0 - Ángel Giménez (1976–1982) Gesamtbilanz: 6:4 Einzelbilanz: 2:3 Doppelbilanz: 4:1 - Andrés Gimeno (1958–1973) Gesamtbilanz: 23:10 Einzelbilanz: 18:5 Doppelbilanz: 5:5 - José María Gisbert (1969) Gesamtbilanz: 1:0 Einzelbilanz: 1:0 Doppelbilanz: 0:0 - Juan Gisbert (1965–1976) Gesamtbilanz: 45:24 Einzelbilanz: 27:20 Doppelbilanz: 18:4 - Marcel Granollers (seit 2010) Gesamtbilanz: 1:1 Einzelbilanz: 0:0 Doppelbilanz: 1:1 - José Higueras (1973–1980) Gesamtbilanz: 21:18 Einzelbilanz: 15:15 Doppelbilanz: 6:3 - Antonio Juanico (1926–1932) Gesamtbilanz: 6:9 Einzelbilanz: 6:8 Doppelbilanz: 0:1 - Feliciano López (seit 2003) Gesamtbilanz: 12:16 Einzelbilanz: 4:7 Doppelbilanz: 8:9 - José López Maeso (1981–1982) Gesamtbilanz: 7:3 Einzelbilanz: 5:3 Doppelbilanz: 2:0 - Fernando Luna (1979–1986) Gesamtbilanz: 9:4 Einzelbilanz: 9:4 Doppelbilanz: 0:0 - Enrique Maier (1929–1936) Gesamtbilanz: 13:13 Einzelbilanz: 7:10 Doppelbilanz: 6:3 - Félix Mantilla (1999) Gesamtbilanz: 1:0 Einzelbilanz: 1:0 Doppelbilanz: 0:0 | - Alberto Martín (2002) Gesamtbilanz: 0:2 Einzelbilanz: 0:1 Doppelbilanz: 0:1 - Emilio Martínez (1953–1961) Gesamtbilanz: 5:12 Einzelbilanz: 4:12 Doppelbilanz: 1:0 - Miguel Mir-Rodón (1981) Gesamtbilanz: 1:0 Einzelbilanz: 0:0 Doppelbilanz: 1:0 - Raimundo Morales-Marqués (1926–1928) Gesamtbilanz: 3:3 Einzelbilanz: 1:0 Doppelbilanz: 2:3 - Carlos Moyá (1996–2004) Gesamtbilanz: 20:7 Einzelbilanz: 20:7 Doppelbilanz: 0:0 - Antonio Muñoz (1971–1979) Gesamtbilanz: 6:9 Einzelbilanz: 4:6 Doppelbilanz: 2:3 - Rafael Nadal (seit 2004) Gesamtbilanz: 22:5 Einzelbilanz: 20:1 Doppelbilanz: 2:4 - Fernando Olozaga (1953–1957) Gesamtbilanz: 2:3 Einzelbilanz: 0:0 Doppelbilanz: 2:3 - Manuel Orantes (1967–1980) Gesamtbilanz: 60:27 Einzelbilanz: 39:19 Doppelbilanz: 21:8 - Tommy Robredo (seit 2002) Gesamtbilanz: 8:11 Einzelbilanz: 5:7 Doppelbilanz: 3:4 - Francisco Roig (1997) Gesamtbilanz: 0:1 Einzelbilanz: 0:0 Doppelbilanz: 0:1 - Javier Sánchez (1987–1998) Gesamtbilanz: 3:6 Einzelbilanz: 3:2 Doppelbilanz: 0:4 - Emilio Sánchez Vicario (1984–1996) Gesamtbilanz: 32:23 Einzelbilanz: 18:14 Doppelbilanz: 14:9 - Manuel Santana (1958–1973) Gesamtbilanz: 92:28 Einzelbilanz: 67:17 Doppelbilanz: 23:11 - Ricardo Saprissa (1930) Gesamtbilanz: 1:0 Einzelbilanz: 0:0 Doppelbilanz: 1:0 - Francisco Sindreu (1926–1933) Gesamtbilanz: 7:8 Einzelbilanz: 6:7 Doppelbilanz: 1:1 - Javier Soler (1977) Gesamtbilanz: 2:0 Einzelbilanz: 1:0 Doppelbilanz: 1:0 - Arturo Suque (1933) Gesamtbilanz: 0:2 Einzelbilanz: 0:2 Doppelbilanz: 0:0 - Mario Szavoszt (1947–1948) Gesamtbilanz: 1:4 Einzelbilanz: 1:3 Doppelbilanz: 0:1 - José María Tejada (1929–1932) Gesamtbilanz: 2:2 Einzelbilanz: 0:1 Doppelbilanz: 1:2 - Alberto Tous (1983) Gesamtbilanz: 1:0 Einzelbilanz: 1:0 Doppelbilanz: 0:0 - Fernando Verdasco (seit 2005) Gesamtbilanz: 15:12 Einzelbilanz: 7:5 Doppelbilanz: 8:7 |